# Symfoni nr 8 (Henze)
Symfoni nr 8 av Hans Werner Henze komponerades 1992-93.

## Historia
Med Shakespeares En midsommarnattsdröm som inspiration har symfonin ett lättare tema än det stora verk den omedelbart följer, Requiem från 1992. Varje sats är inspirerad av ett kort avsnitt i pjäsen: den första härrör delvis från Pucks rad "I'll put a girdle round the earth/ In forty minutes". Henze skildrar Pucks globala resa i tonhöjdsvariation: öster är mellersta C, sydpolen är de lägsta tonerna i den moderna symfoniorkesterns sortiment, medan nordpolen naturligtvis ligger i motsatt ände av intervallet. Den andra satsen skildrar Titanias försök till förförelse av Botten Vävare, medan Adagio-sista satsen tar Pucks "If we shadows have offended speech" i slutet av pjäsen.
Den uruppfördes av Boston Symphony Orchestra, som beställde stycket (och till vilken Henze tillägnade det) under Seiji Ozawa den 1 oktober 1993.

## Struktur och stil
1. Allegro
2. Allegramente con comodo tenerezza e ballabilità
3. Adagio